# Europäischer Kodex für gute Verwaltungspraxis
Der Europäische Kodex für gute Verwaltungspraxis sind Richtlinien der Europäischen Union. Das Europäische Parlament nahm am 6. September 2001 eine Entschließung zur Annahme des Kodexes an. Sie setzt unter anderem das Recht auf eine gute Verwaltung in Artikel 41 GRCh um. Zu ihren Bestandteilen zählt unter anderem die Antwortpflicht.